# WRC II Extreme
WRC II Extreme est un jeu vidéo de course de rallye développé par Evolution Studios et édité par SCEE, sorti en 2002 sur PlayStation 2.

## Accueil
- Jeux vidéo Magazine : 16/20[1]
- Jeuxvideo.com : 17/20[2]